# Kolding Gymnasium
Kolding Gymnasium, HF-kursus og IB World School, i daglig tale bare Kolding Gymnasium eller den udbredte forkortelse KG, er et af to almene gymnasier i Kolding, med Munkensdam Gymnasium som det andet.
Gymnasiet har foruden STX-uddannelsen også HF-kursus og IB-diplomuddannelsen. Skolen blev oprindelig bygget i 1566, men blev i 1975 flyttet til nye lokaler i den nordlige del af Kolding by.

## Historie
Skolen kendes tidligst fra 1542, da den er nævnt i et kongeligt dokument. I 1566 bygges en ny skole, ifølge en gammel optegnelse var det lensmand på Koldinghus Morten Svendsen, der lagde den første sten, det var Christian den 3.s enke Dorothea som betalte for skolebyggeriet. Denne skole er flere gange opbygget, for i 1975 at blive fraflyttet.

### Skolens navne gennem tiderne
- Kolding Lærde Skole (således ved grundlæggelsen 1537-1542, året er behæftet med usikkerhed)
- Vejle Amts Højere Realskole (eller: Amtsrealskolen) fra 1856 (idet den lærde skole var nedlagt i 1855 og Amtsrealskolen blev afløseren)
- Kolding Latin- og Realskole fra 1880
- Kolding Højere Almenskole fra 1903
- Kolding Gymnasium
- Kolding Statsskole
- Kolding Amtsgymnasium & HF-kursus (fra omkr. 1980)
- Kolding Gymnasium, HF-kursus og IB World School (fra 2007)

## Julerevyen
På Kolding Gymnasium er der en lang række traditioner, blandt dem er en af de mest populære den årlige julerevy. Revyen har en lang og stolt tradition hvor udvalgte elever, gør grin med lærere, begivenheder og andre elever, såvel som både politikkere, reality stjerner og kendte danskere. Stig Rossen var en prominent figur i julerevy-udvalget da han gik på skolen.

## Rektorer
- 1552-1570 Jon Jensen Kolding
- 1570-1578 Jens Sørensen Harthe (†1612)
- 1578-1583 Jens Sørensen Kjær (†1583)
- 1583-1593 Niels Bertelsen (†1593)
- 1593-1600 Jens Knudsen Buch (†1600)
- 1600-1608 Povl Povlsen (†1635)
- 1608-1627 Jens Sørensen Hundevad (†1659)
- 1627-1634 Jens Sørensen (†31.03.1634)
- 1634-1636 David Lauritsen Foss
- 1636-1639 Niels Svendsen Chronich
- 1639-1656 Peter Hansen Trane (†1658)
- 1656-1659 Johannes Jeremiassen Wolf (†1703)
- 1659-1662 Johannes Gram
- 1662-1668 Gonsager (†1703)
- 1668-1683 Ancher Anchersen (†1701)
- 1683-1689 Malthe Junghans (†1708)
- 1689-1690 Johan Christopher Jacobsen Eilertz (†1721)
- 1690-1692 Enevold Hegelund (†1692)
- 1692-1698 Anders Sørensen (†1715)
- 1698-1723 Andreas Nielsen Lunde (†1723)
- 1723-1726 Albert Thura (†1740)
- 1726-1769 Jacob Sørensen Ørsted (†1771)
- 1769-1777 Skúli Thórðarson Thorlacius (†1815)
- 1777-1786 Peter Jacobsen Loft (†1804)
- 1786-1809 Mathias Beck (†1809)
- 1809-1817 Christian Peter Thorlacius (†1834)
- 1818-1822 Erik Gjørup Tauber
- 1822-1833 Peder Grib Fibiger (28.09.178408.08.1833)
- 1833-1844 Johannes Grønlund (†1859)
- 1844-1855 Christian Frederik Ingerslev
- 1856-1880 Hans Christian Funch Lassen
- 1880-1886 Karl Vilhelm Theisen
- 1886-1901 Sigurd Müller (21.12.1844-02.12.1918)
- 1901-1929 Georg Bruun[3] (24.03.1861-17.05.1945)
- 1929-1947 Hakon Fogh (27.07.1887-31.08.1969)
- 1947-1970 Knud Moseholm (18-09-1900-01.03.1993)
- 1970-1994 Ole Ballisager (*28.06.1927)
- 1994-2010 Annie Kallerup
- 2010-2019 Momme Mailund
- 2019- Sune Hother Petersen

## Kendte studenter
- 1852: Conrad Iversen (1833-1918), rektor for Horsens Statsskole 1881-1889 og for Frederiksborg Statsskole 1889-1902[4]
- 1885: Karl Andreas Mortensen (1867-1942). dr. phil., rektor Haderslev Katedralskole 1920-37
- 1885: Jesper Peter Johansen Ravn (1866-1951) cand.mag. i naturhistorie og geografi, docent i palæontologi ved Københavns Universitet
- 1887: Frederik Carl Christian Hansen (1870-1934) læge og anatom, professor anatomiæ
- 1895: Povl Helweg-Larsen (1877-1958) dansk præst, forfatter, redaktør ved Kristeligt Dagblad og provst for Dansk Vestindien
- 1906: Christian Bartholdy (1889-1976), sognepræst og formand for Indre Mission
- 1938: Hans Henning Ørberg (1920-2010), cand.mag. i engelsk (hovedfag) og fransk & latin (bifag), kendt for latin efter naturmetoden
- 1946: Olav Grue (født 1928-2014), cand.polit. og erhvervsmand
- 1950: David Favrholdt (1931-2012), professor dr.phil. i filosofi
- 1966: Søren Kolstrup (født 1947), lektor i historie og samfundsfag samt MF for Enhedslisten 1998-2001
- 1974: Peter Lindegaard (født 1955), cand.oecon. og erhvervsmand
- 1980: Bodil Jørgensen (født 1961), Skuespillerinde
- 1981 Stig Rossen (født 1962), Sanger
- 1989: Flemming Zachariasen (født 1970) gymnasierektor
- 1992: Bjarne Corydon (født 1973), cand.scient.pol. samt MF for Socialdemokraterne og finansminister 2011-15